# Chalcolampra walgalu
Chalcolampra walgalu es una especie de coleóptero de la familia Chrysomelidae descrita en 1993 por Reid.